# Порховски рејон
Порховски рејон (рус. Порховский район) административно-територијална је јединица другог нивоа и општински рејон смештен у централном и источном Псковске области, односно на западу европског дела Руске Федерације.
Административни центар рејона је град Порхов. Према проценама националне статистичке службе Русије за 2015, на територији рејона је живело 18.896 становника или у просеку око 5,92 ст/км².

## Географија
Порховски рејон смештен је у централним и источним деловима Псковске области. Обухвата територију површине 3.190 км², и по том параметру налази се на 4. месту међу 24 рејона у области. На северу се граничи са Стругокрасњенски, а на западу са Псковским рејоном. На југозападу је Островски, југу Новоржевски, југоистоку Дедовички и на истоку Дновски рејон. На северозападу се граничи са Сољчанским рејоном Новгородске области.
Територија Порховског рејона смештена је у низијском подручју којим доминира Хиловска низија, низијско подручје са надморским висинама између 50 и 100 метара. Низија је стешњена између Лушког побрђа на северу и Судомског побрђа на југу (северни обронци Судомског побрђа залазе на територију Порховског рејона, и уједно то је највиши део рејона). Хиловска низија на западу постепено прелази у пространу Псковску низију, односно на истоку у Прииљмењснку депресију.
На подручју Порховског рејона налази се развође сливова река Нарве (на западу и југу) и Неве (централни и источни део). Најважнији водоток у сливном подручју Нарве (са којим је повезан преко басена реке Великаје) је река Черјоха са својих укупно 25 притока, а најважнија међу њима је Лиственка (46 км). Најважнији водоток у басену Неве је река Шелоњ са своје 33 притоке на овом подручју. Најважније притоке Шелоња су Ситња (на крајњем северистоку, 117 км), Уза (98 км), Полонка (69 км), Белка (61 км), Удоха (52 км) и Шчилинка (34 км).
Највећа језера су Радиловско (5,4 км²) на северу и Лучно (2,9 км²) на југу.

## Историја
Порховски рејон успостављен је 1. августа 1927. године као административна јединица тадашње Лењинградске области. У границама Псковске области је од њеног оснивања 23. августа 1944. године. У садашњим границама рејон је од октобра 1959. године када су у његов састав укључене територије некадашњег Славковског и јужни делови Павског рејона.

## Демографија и административна подела
Према подацима са пописа становништва из 2010. на територији рејона је живело укупно 21.568 становника, док је према процени из 2015. ту живело 18.896 становника, или у просеку 5,92 ст/км². По броју становника Порховски рејон се налази на 6. месту у области и његова популација чини 2,92% од укупне рејонске популације.
| 1959.  | 1970.  | 1979.  | 1989.  | 2002.  | 2010.  | 2015.   |
| ------ | ------ | ------ | ------ | ------ | ------ | ------- |
| 53.009 | 43.483 | 37.733 | 34.541 | 28.470 | 21.568 | 18.896* |

Напомена:* Према процени националне статистичке службе. 
Према подацима са пописа из 2010. на подручју рејона постоји укупно 559 насељених места (од којих су чак 122 била без становништва) међусобно подељених у 4 трећестепене општине (једну градску и три сеоске). Једино градско насеље у рејону је град Порхов, административни центар рејона у којем живи половина укупне рејонске популације.

## Привреда и саобраћај
Најважније привредне делатности у рејону су екстракција тресета и пољопривредна производња.
Најважнији саобраћајни правац је железничка пруга Бологоје—Псков која пролази овим подручјем у смеру исток-запад.

## Култура
На подручју рејона налазе се 24 културно-историјска споменика од националног значаја и 115 објеката од локалног значаја. Најзначајнији архитектонски споменици у рејону су Порховска тврђава из 1387. године и манастир Никандрова испосница из 1585. године.